# Franciszków (województwo wielkopolskie)
Franciszków – osada w Polsce położona w województwie wielkopolskim, w powiecie średzkim, w gminie Nowe Miasto nad Wartą.